# Pipistrellus ceylonicus
Pipistrellus ceylonicus é uma espécie de morcego da família Vespertilionidae. Pode ser encontrada no Brunei Darussalam, China, Índia, Indonésia, Malásia, Myanmar, Paquistão, Sri Lanka e Vietname.